# Puchar Holandii w piłce siatkowej mężczyzn (2009/2010)
Rozgrywki o Puchar Holandii w piłce siatkowej mężczyzn w sezonie 2009/2010 (Nationale Beker) zainaugurowane zostały we wrześniu 2009 roku. Brały w nich udział kluby od 2e divisie do A-League.
Rozgrywki składały się z trzech rund wstępnych, 1/8 finału, 1/4 finału, 1/2 finału i finału.
Zdobywcą Pucharu Holandii została drużyna Dynamo Apeldoorn.

## Terminarz
| Runda      | Termin               | Liczba meczów |
| ---------- | -------------------- | ------------- |
| 1. runda   | 19 września 2009     | 66            |
| 2. runda   | 24 października 2009 | 36            |
| 3. runda   | 28 listopada 2009    | 18            |
| 1/8 finału | 13-21 stycznia 2010  | 6             |
| 1/4 finału | 10-11 lutego 2010    | 4             |
| 1/2 finału | 4 i 10 marca 2010    | 2             |
| finał      |                      |               |

## 1/8 finału
| 14.01.2010 | US | 0:3 (19:25, 17:25, 13:25) | Prins/VCV |

| 21.01.2010 | BMC/SSS | 3:2 (15:25, 27:25, 19:25, 25:20, 15:13) | AB Groningen/Lycurgus |

| 14.01.2010 | Dros/Alterno | 3:1 (25:22, 20:25, 25:21, 25:21) | Webton Twente |

| 13.01.2010 | VC Allvo | 0:3 (21:25, 18:25, 14:25) | Landstede Volleybal/VCZ |

| 13.01.2010 | VoCASA Volleybal Nijmegen | 0:3 (23:25, 20:25, 24:26) | HvA Volleybal |

| 14.01.2010 | Zadkine Rotterdam.Nesselande | 3:2 (17:25, 25:23, 17:25, 25:13, 22:20) | Fusion Rotterdam |

## 1/4 finału
| 11.02.2010 | Prins/VCV | 1:3 (20:25, 22:25, 26:24, 20:25) | BMC/SSS |

| 11.02.2010 | Dros/Alterno | 0:3 (19:25, 12:25, 13:25) | Landstede Volleybal/VCZ |

| 10.02.2010 | HvA Volleybal | 2:3 (25:22, 27:29, 18:25, 26:24, 10:15) | SV Dynamo Apeldoorn |

| 10.02.2010 | Zadkine Rotterdam.Nesselande | 1:3 (28:30, 25:22, 20:25, 20:25) | Langhenkel Volley Doetinchem |

## 1/2 finału
| 04.03.2010 | BMC/SSS | 1:3 (21:25, 27:25, 22:25, 20:25) | Landstede Volleybal/VCZ |

| 11.03.2010 | Landstede Volleybal/VCZ | 3:0 (25:12, 27:25, 25:22) | BMC/SSS |

| 02.03.2010 | Langhenkel Volley Doetinchem | 1:3 (24:26, 20:25, 25:6, 22:25) | SV Dynamo Apeldoorn |

| 10.03.2010 | SV Dynamo Apeldoorn | 3:1 (25:23, 25:23, 20:25, 25:20) | Langhenkel Volley Doetinchem |

## Finał
| 18.04.2010 | SV Dynamo Apeldoorn | 3:2 (25:27, 25:20, 25:19, 20:25, 15:10) | Landstede Volleybal/VCZ |